# Vopak

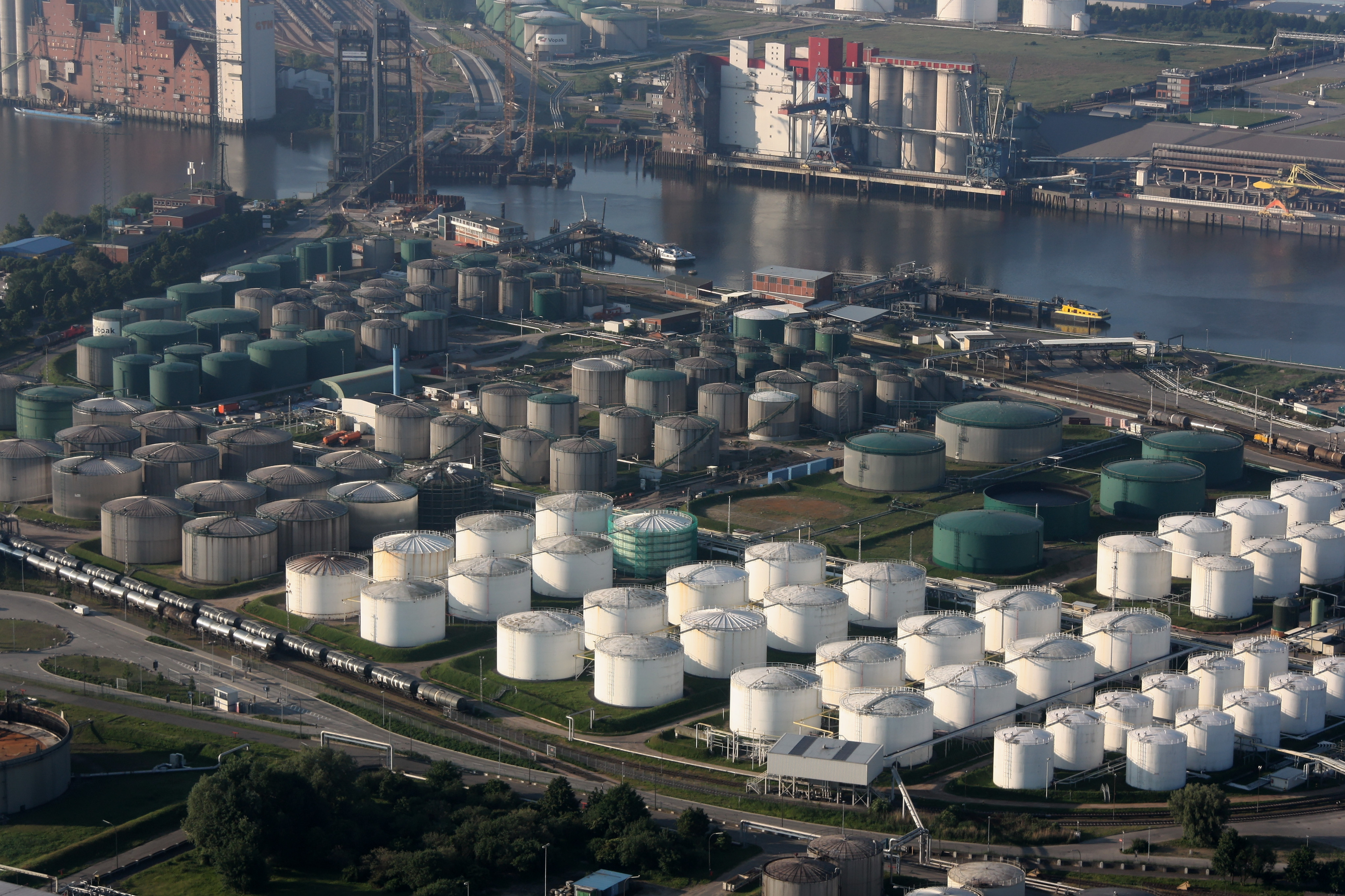
Oljelager i Hamburgs hamn

Koninklijke Vopak NV är ett nederländskt företag, som driver tankterminaler för olja, gas samt flytande och gasformiga kemikalier. 
Vopak drev 2020 omkring 70 terminaler i 23 länder. Kunderna är främst företag från kemi- och oljeindustrin, för vilka Vopak lagrar produkter. 

## LNG-terminaler
Vopak har i samarbete med NV Nederlandse Gasunie anlagt Gate LNG-terminal i Rotterdam, som är Nederländernas första LNG-terminal för import av flytande gas, vilken färdigställdes 2011. Det nederländska gasnätsföretaget Gasunie och Vopak äger tillsammans 95 procent i terminalen.
År 2011 förvärvade Vopak tillsammans med det spanska gasbolaget Enagás Terminal de LNG de Altamira i Altamira i Mexiko. Vopak har 60% av aktierna och Enagás 40%.

## Historik
Företaget har rötter från Nederländska ostindiska kompaniets tid, med organiserandet av amsterdamske lokala transportörer i Blauwhoedenveem 1616. Dessa transporterade lasterna från fartygen vid kajerna till Amsterdams våghus. Blauwhoedenveem blev ett av de rikaste och största lagringsföretagen. År 1857 ändrades kooperativet till ett allmänt bolag. 
År 1839 grundades "Stoomvaart Maatschappij De Maas" i Rotterdam som en fraktagentur och speditör. Detta var föregångaren till rederiet Van Ommeren, vilket expanderade med diverse sjöfartsrelaterade tjänster, inklusive i början av 1900-talet tanklagring.
År 1999 sammanslogs Koninklijke Pakhoed NV och Koninklijke Van Ommeren, vilka bägge var verksamma med tanklagring av råolja, petroleumprodukter, kemikalier och vegetabiliska oljor samt med tankfartyg och andra transporttjänster.